# .kr
.kr ist die länderspezifische Top-Level-Domain (ccTLD) Südkoreas. Sie wurde am 29. September 1986 eingeführt und wird von der Korea Internet & Security Agency (KISA) mit Sitz in Seoul verwaltet.

## Eigenschaften
Bis 2006 konnten nur Namen unter den offiziellen Subdomains wie zum Beispiel co.kr, ne.kr oder or.kr registriert werden. Mittlerweile können auch Adressen direkt unter der Top-Level-Domain bestellt werden. Insgesamt darf eine .kr-Domain zwischen zwei und 63 Zeichen lang sein. Obwohl die Vergabe automatisiert abläuft, kann sie bis zu zwei Tage in Anspruch nehmen.
Neben .kr gibt es seit 2011 die internationalisierte Top-Level-Domain .한국. Die Top-Level-Domain unterstützt das koreanische Alphabet (Hangeul) vollständig.
Für die Bestellung einer .kr-Domain ist es notwendig, einen Wohnsitz oder eine Niederlassung in Südkorea nachweisen zu können. Damit ist .kr eine der letzten Top-Level-Domains, die nicht global frei verfügbar ist. Für Interessenten, welche keinen entsprechenden Sitz vorweisen können, bieten zahlreiche Registrare einen Treuhänder als Inhaber bzw. administrativen Ansprechpartner (Admin-C) für die Domain an.

## Subdomains
Die Vergabestelle KISA betreibt eine Reihe offizieller Subdomains, die für einen speziellen Zweck gedacht sind:
| Domains und Subdomains | Areas                    | Registration qualifications                                                            |
| ---------------------- | ------------------------ | -------------------------------------------------------------------------------------- |
| .kr                    | Kommerziell              | Organisationen oder Personen                                                           |
| co.kr                  | Kommerziell              | Organisationen oder Personen                                                           |
| ne.kr                  | Network                  | Organisationen oder Personen                                                           |
| or.kr                  | Nicht Kommerziell        | Organisationen oder Personen                                                           |
| re.kr                  | Research                 | Organisationen oder Personen                                                           |
| pe.kr                  | Personal                 | Personen                                                                               |
| go.kr                  | Staat                    | Administration, Legislation and Judicature                                             |
| mil.kr                 | Militär                  | Militärische Organisationen                                                            |
| ac.kr                  | Colleges or universities | Colleges or universities                                                               |
| hs.kr                  | High schools             | High schools                                                                           |
| ms.kr                  | Middle schools           | Middle schools                                                                         |
| es.kr                  | Elementary schools       | Elementary schools                                                                     |
| sc.kr                  | Schulen                  | Other education organizations                                                          |
| kg.kr                  | Kindergärten             | Kindergärten                                                                           |
| seoul.kr               | Seoul                    | Organisationen oder Personen die eine Verbindung zu den bestimmten Bereichen besitzen. |
| busan.kr               | Busan                    | Organisationen oder Personen die eine Verbindung zu den bestimmten Bereichen besitzen. |
| daegu.kr               | Daegu                    | Organisationen oder Personen die eine Verbindung zu den bestimmten Bereichen besitzen. |
| incheon.kr             | Incheon                  | Organisationen oder Personen die eine Verbindung zu den bestimmten Bereichen besitzen. |
| gwangju.kr             | Gwangju                  | Organisationen oder Personen die eine Verbindung zu den bestimmten Bereichen besitzen. |
| daejeon.kr             | Daejeon                  | Organisationen oder Personen die eine Verbindung zu den bestimmten Bereichen besitzen. |
| ulsan.kr               | Ulsan                    | Organisationen oder Personen die eine Verbindung zu den bestimmten Bereichen besitzen. |
| gyeonggi.kr            | Gyeonggi-do              | Organisationen oder Personen die eine Verbindung zu den bestimmten Bereichen besitzen. |
| gangwon.kr             | Gangwon-do               | Organisationen oder Personen die eine Verbindung zu den bestimmten Bereichen besitzen. |
| chungbuk.kr            | Chungcheongbuk-do        | Organisationen oder Personen die eine Verbindung zu den bestimmten Bereichen besitzen. |
| chungnam.kr            | Chungcheongnam-do        | Organisationen oder Personen die eine Verbindung zu den bestimmten Bereichen besitzen. |
| jeonbuk.kr             | Jeollabuk-do             | Organisationen oder Personen die eine Verbindung zu den bestimmten Bereichen besitzen. |
| jeonnam.kr             | Jeollanam-do             | Organisationen oder Personen die eine Verbindung zu den bestimmten Bereichen besitzen. |
| gyeongbuk.kr           | Gyeongsangbuk-do         | Organisationen oder Personen die eine Verbindung zu den bestimmten Bereichen besitzen. |
| gyeongnam.kr           | Gyeongsangnam-do         | Organisationen oder Personen die eine Verbindung zu den bestimmten Bereichen besitzen. |
| jeju.kr                | Jeju-do                  | Organisationen oder Personen die eine Verbindung zu den bestimmten Bereichen besitzen. |
| 한글.kr                | unlimited                | Organisationen oder Personen                                                           |
| .한국                  | Kommerziell              |                                                                                        |

## Bedeutung
Laut einer Untersuchung von VeriSign aus dem Jahr 2007 gehörte die Top-Level-Domain .kr zu den 20 beliebtesten ccTLDs weltweit.